# Kirchbarkau
Kirchbarkau est une commune allemande du Schleswig-Holstein, située dans l'arrondissement de Plön, entre Preetz et Bordesholm. Kirchbarkau fait partie de l'Amt Preetz-Land (« Preetz-campagne ») qui regroupe 17 communes entourant la ville de Preetz.